# Festival de Sanremo 2015
Le soixante-cinquième Festival de Sanremo s'est tenu au Théâtre Ariston de la ville de Sanremo du 10 au 14 février 2015. Il est présenté par Carlo Conti, Arisa, Emma Marrone et Rocío Muñoz Morales.
Le Festival est divisé en deux catégories : la catégorie Campioni, composée de vingt artistes déjà connus et la catégorie Nuove Proposte où concourent huit chanteurs émergents. Le vainqueur de la catégorie Campioni possède, selon le règlement du Festival, le droit de préemption pour représenter l'Italie au Concours Eurovision de la chanson 2015. 
La catégorie Nuove Proposte est remportée le 13 février par le chanteur Giovanni Caccamo et sa chanson Ritornerò da te. La catégorie Campioni est, pour sa part, remportée le 13 février par le trio Il Volo et la chanson Grande amore.

## Participants

### Campioni
| Artiste                            | Chanson                             | Auteur(s)                                                                    |
| ---------------------------------- | ----------------------------------- | ---------------------------------------------------------------------------- |
| Alex Britti                        | Un attimo importante                | A. Britti                                                                    |
| Annalisa                           | Una finestra tra le stelle          | F. Silvestre                                                                 |
| Anna Tatangelo                     | Libera                              | F. Silvestre et E. Palmosi                                                   |
| Bianca Atzei                       | Il solo al mondo                    | F. Silvestre                                                                 |
| Biggio et Mandelli                 | Vita d'inferno                      | F. Biggio, F. Mandelli et M. Ferro                                           |
| Chiara                             | Straordinario                       | E. Meta et G. Pollex                                                         |
| Dear Jack                          | Il mondo esplode tranne noi         | P. Romitelli et D. Simonetta                                                 |
| Gianluca Grignani                  | Sogni infranti                      | G. Grignani                                                                  |
| Grazia Di Michele et Mauro Coruzzi | Io sono una finestra                | G. Di Michele et R. Petrangeli                                               |
| Il Volo                            | Grande amore                        | F. Boccia et C. Esposito                                                     |
| Irene Grandi                       | Un vento senza nome                 | I. Grandi et S. Lanza                                                        |
| Lara Fabian                        | Voce                                | L. Fabian, F. Zanotti et C. Cremonini                                        |
| Lorenzo Fragola                    | Siamo uguali                        | L. Fragola, F. L. Lucia et F. Cogliati                                       |
| Malika Ayane                       | Adesso et qui (nostalgico presente) | M. Ayane, G. De Crescenzo, A. Flora et G. Caccamo                            |
| Marco Masini                       | Che giorno è                        | F. Camba, D. Coro et M. Masini                                               |
| Moreno                             | Oggi ti parlo così                  | M. Donadoni, R. Casalino, M. Dagani, O. Perticoni, A. Erba et M. Zangirolami |
| Nek                                | Fatti avanti amore                  | F. Neviani, L. Chiaravalli, A. Bonomo et G. Fazio                            |
| Nesli                              | Buona fortuna amore                 | F. Tarducci et O. Grillo                                                     |
| Nina Zilli                         | Sola                                | M. C. Fraschetta                                                             |
| Raf                                | Come una favola                     | R. Riefoli, S. Grandi et E. Cecere                                           |

### Nuove Proposte
| Artiste          | Chanson                    | Auteur(s)                          |
| ---------------- | -------------------------- | ---------------------------------- |
| Amara            | Credo                      | E. Mineo e S. Mineo                |
| Chanty           | Ritornerai                 | C. Saroldi, A. Bonomo e M. Speroni |
| Enrico Nigiotti  | Qualcosa da decidere       | E. Nigiotti e S. Galvagno          |
| Giovanni Caccamo | Ritornerò da te            | G. Caccamo                         |
| Kaligola         | Oltre il giardino          | G. Rosciglione                     |
| KuTso            | Elisa                      | M. Gabbianelli                     |
| Rakele           | Io non lo so cos'è l'amore | Bungaro, C. Chiodo e G. Runco      |
| Serena Brancale  | Galleggiare                | S. Brancale                        |

## Soirées

### Première soirée

#### Campioni
Lors de la première soirée, dix des artistes de la catégorie Campioni présentent leur chanson. Un vote a lieu entre ces dix participants, composé pour une moitié du vote de la salle de presse et pour l'autre moitié du télévote. Ce vote aura aussi une influence lors de la quatrième soirée.
| Ordre | Artiste                            | Chanson                            | Vote                  | Vote           | Vote    | Place |
| Ordre | Artiste                            | Chanson                            | Salle de presse (50%) | Télévote (50%) | Moyenne | Place |
| ----- | ---------------------------------- | ---------------------------------- | --------------------- | -------------- | ------- | ----- |
| 1     | Chiara                             | Straordinario                      | 10,74%                | 9,49%          | 10,12%  | 5     |
| 2     | Gianluca Grignani                  | Sogni infranti                     | 5,37%                 | 4,82%          | 5,10%   | 9     |
| 3     | Alex Britti                        | Un attimo importante               | 8,68%                 | 5,41%          | 7,04%   | 8     |
| 4     | Malika Ayane                       | Adesso e qui (nostalgico presente) | 17,97%                | 4,41%          | 11,19%  | 4     |
| 5     | Dear Jack                          | Il mondo esplode tranne noi        | 3,93%                 | 23,05%         | 13,49%  | 3     |
| 6     | Lara Fabian                        | Voce                               | 3,10%                 | 3,27%          | 3,19%   | 10    |
| 7     | Nek                                | Fatti avanti amore                 | 17,57%                | 18,08%         | 17,83%  | 1     |
| 8     | Grazia Di Michele et Mauro Coruzzi | Io sono una finestra               | 9,30%                 | 7,14%          | 8,22%   | 7     |
| 9     | Annalisa                           | Una finestra tra le stelle         | 13,22%                | 13,47%         | 13,85%  | 2     |
| 10    | Nesli                              | Buona fortuna amore                | 10,12%                | 9,86%          | 9,99%   | 6     |

### Deuxième soirée

#### Campioni
Lors de cette soirée, les dix artistes restants de la catégorie Campioni sont présentés. Le système de vote est identique à celui de la première soirée. Le vote comptera lors de la quatrième soirée.
| Ordre | Artiste            | Chanson             | Vote                  | Vote           | Vote    | Place |
| Ordre | Artiste            | Chanson             | Salle de presse (50%) | Télévote (50%) | Moyenne | Place |
| ----- | ------------------ | ------------------- | --------------------- | -------------- | ------- | ----- |
| 1     | Nina Zilli         | Sola                | 13,50%                | 3,49%          | 8,49%   | 5     |
| 2     | Marco Masini       | Che giorno è        | 15,48%                | 11,81%         | 13,64%  | 2     |
| 3     | Anna Tatangelo     | Libera              | 5,16%                 | 4,94%          | 5,05%   | 10    |
| 4     | Raf                | Come una favola     | 8,33%                 | 4,81%          | 6,57%   | 6     |
| 5     | Lorenzo Fragola    | Siamo uguali        | 11,51%                | 12,51%         | 12,01%  | 3     |
| 6     | Irene Grandi       | Un vento senza nome | 16,27%                | 2,97%          | 9,62%   | 4     |
| 7     | Il Volo            | Grande amore        | 8,73%                 | 44,56%         | 26,64%  | 1     |
| 8     | Biggio et Mandelli | Vita d'inferno      | 7,34%                 | 3,38%          | 5,36%   | 9     |
| 9     | Bianca Atzei       | Il solo al mondo    | 6,74%                 | 6,17%          | 6,46%   | 7     |
| 10    | Moreno             | Oggi ti parlo così  | 6,94%                 | 5,37%          | 6,16%   | 8     |

#### Nuove Proposte
Lors de cette soirée, quatre artistes de la catégorie Nuove Proposte sont présentés. Ils concourent sous la forme de deux duels. De chaque duel ressortira un vainqueur qui se qualifiera pour la finale. Le système de vote est identique à celui utilisé pour la catégorie Campioni.
| Duel | Ordre | Artiste         | Chanson              | Vote                  | Vote           | Vote    | Place |
| Duel | Ordre | Artiste         | Chanson              | Salle de presse (50%) | Télévote (50%) | Moyenne | Place |
| ---- | ----- | --------------- | -------------------- | --------------------- | -------------- | ------- | ----- |
| I    | 1     | KuTso           | Elisa                | 61,98%                | 56,19%         | 59,08%  | 1     |
| I    | 2     | Kaligola        | Oltre il giardino    | 43,81%                | 40,92%         | 38,02%  | 2     |
| II   | 3     | Enrico Nigiotti | Qualcosa da decidere | 32,74%                | 70,31%         | 51,53%  | 1     |
| II   | 4     | Chanty          | Ritornerai           | 67,26%                | 29,69%         | 48,47%  | 2     |

### Troisième soirée

#### Campioni— Covers
Lors de la troisième soirée, les vingt artistes interprètent des reprises de chansons italiennes ou internationales traduites en italien. Répartis dans un premier temps en cinq groupes de quatre artistes, le meilleur du groupe se qualifie pour la deuxième phase de vote. Au terme de celle-ci, la meilleure reprise est désignée. Dans les deux phases, le système de vote est identique à celui précédemment utilisé. De plus, cette soirée ne met pas en risque d'élimination les artistes car le vote ne compte pas pour la quatrième soirée.
| Groupe | Ordre | Artiste                         | Chanson (Artiste original)                              | Vote                  | Vote           | Vote    | Place |
| Groupe | Ordre | Artiste                         | Chanson (Artiste original)                              | Salle de presse (50%) | Télévote (50%) | Moyenne | Place |
| ------ | ----- | ------------------------------- | ------------------------------------------------------- | --------------------- | -------------- | ------- | ----- |
| I      | 1     | Raf                             | Rose rosse (Massimo Ranieri)                            | 7,73%                 | 14,29%         | 11,01%  | 4     |
| I      | 2     | Irene Grandi                    | Se perdo te (Patty Pravo)                               | 31,44%                | 14,18%         | 22,81%  | 3     |
| I      | 3     | Moreno                          | Una carezza in un pugno (Adriano Celentano)             | 37,63%                | 42,00%         | 39,82%  | 1     |
| I      | 4     | Anna Tatangelo                  | Dio come ti amo (Domenico Modugno e Gigliola Cinquetti) | 23,20%                | 29,53%         | 26,37%  | 2     |
| II     | 1     | Biggio et Mandelli              | E la vita, la vita (Cochi e Renato)                     | 11,06%                | 6,59%          | 8,83%   | 4     |
| II     | 2     | Chiara                          | Il volto della vita (Caterina Caselli)                  | 26,99%                | 26,82%         | 29,91%  | 2     |
| II     | 3     | Nesli                           | Mare mare (Luca Carboni)                                | 13,72%                | 12,82%         | 13,27%  | 3     |
| II     | 4     | Nek                             | Se telefonando (Mina)                                   | 48,23%                | 53,77%         | 50,99%  | 1     |
| III    | 1     | Dear Jack                       | Io che amo solo te (Sergio Endrigo)                     | 20,54%                | 59,87%         | 40,21%  | 1     |
| III    | 2     | Grazia Di Michele et Platinette | Alghero (Giuni Russo)                                   | 35,71%                | 10,25%         | 22,98%  | 2     |
| III    | 3     | Bianca Atzei                    | Ciao amore ciao (Luigi Tenco)                           | 15,63%                | 16,52%         | 16,08%  | 4     |
| III    | 4     | Alex Britti                     | Io mi fermo qui (Dik Dik)                               | 28,12%                | 13,36%         | 20,74%  | 3     |
| IV     | 1     | Lorenzo Fragola                 | Una città per cantare (Ron)                             | 22,81%                | 14,21%         | 18,51%  | 3     |
| IV     | 2     | Il Volo                         | Ancora (Eduardo De Crescenzo)                           | 20,18%                | 62,96%         | 41,57%  | 1     |
| IV     | 3     | Annalisa                        | Ti sento (Matia Bazar)                                  | 36,40%                | 15,81%         | 26,11%  | 2     |
| IV     | 4     | Lara Fabian                     | Sto male (Ornella Vanoni)                               | 20,61%                | 7,02%          | 13,82%  | 4     |
| V      | 1     | Gianluca Grignani               | Vedrai vedrai (Luigi Tenco)                             | 12,82%                | 33,95%         | 23,39%  | 3     |
| V      | 2     | Nina Zilli                      | Se bruciasse la città (Massimo Ranieri)                 | 22,65%                | 13,49%         | 18,07%  | 4     |
| V      | 3     | Malika Ayane                    | Vivere (Vasco Rossi) (con Pacifico)                     | 37,61%                | 14,88%         | 26,25%  | 2     |
| V      | 4     | Marco Masini                    | Sarà per te (Francesco Nuti)                            | 26,92%                | 37,68%         | 32,30%  | 1     |

| Ordre | Artiste      | Chanson (Artiste original)                  | Vote                  | Vote           | Vote    | Place |
| Ordre | Artiste      | Chanson (Artiste original)                  | Salle de presse (50%) | Télévote (50%) | Moyenne | Place |
| ----- | ------------ | ------------------------------------------- | --------------------- | -------------- | ------- | ----- |
| 1     | Moreno       | Una carezza in un pugno (Adriano Celentano) | 19,64%                | 6,39%          | 13,02%  | 4     |
| 2     | Nek          | Se telefonando (Mina)                       | 37,94%                | 16,72%         | 27,33%  | 1     |
| 3     | Dear Jack    | Io che amo solo te (Sergio Endrigo)         | 6,70%                 | 16,56%         | 11,63%  | 5     |
| 4     | Il Volo      | Ancora (Eduardo De Crescenzo)               | 8,93%                 | 44,64%         | 26,79%  | 2     |
| 5     | Marco Masini | Sarà per te (Francesco Nuti)                | 26,79%                | 15,69%         | 21,24%  | 3     |

#### Nuove Proposte
Lors de cette soirée, les quatre artistes restants de la catégorie Nuove Proposte sont présentés. Comme le soir précédent, ils concourent sous la forme de deux duels. De chaque duel ressortira un vainqueur qui se qualifiera pour la finale. Le système de vote est identique.
| Duel | Ordre | Artiste          | Chanson                    | Vote                  | Vote           | Vote    | Place |
| Duel | Ordre | Artiste          | Chanson                    | Salle de presse (50%) | Télévote (50%) | Moyenne | Place |
| ---- | ----- | ---------------- | -------------------------- | --------------------- | -------------- | ------- | ----- |
| I    | 1     | Giovanni Caccamo | Ritornerò da te            | 61,90%                | 73,79%         | 67,85%  | 1     |
| I    | 2     | Serena Brancale  | Galleggiare                | 38,10%                | 26,21%         | 32,16%  | 2     |
| II   | 3     | Amara            | Credo                      | 58,56%                | 57,07%         | 57,82%  | 1     |
| II   | 4     | Rakele           | Io non lo so cos'è l'amore | 41,44%                | 42,93%         | 42,18%  | 2     |

### Quatrième soirée

#### Campioni
Lors de la quatrième soirée, les vingt artistes de la catégorie Campioni interprètent leur chanson. Le résultat de la soirée est déterminé pour moitié par le vote des première et deuxième soirées et pour l'autre moitié par le vote de la quatrième soirée. Le vote de la quatrième soirée est lui-même décomposé en le vote d'un jury démoscopique pour 30%, le vote d'un jury d'experts pour 30% et le télévote pour 40%.
Les quatre artistes les moins bien classés sont éliminés.
| Ordre | Artiste                            | Chanson                            | Vote                             | Vote                       | Vote                       | Vote                       | Vote    | Place |
| Ordre | Artiste                            | Chanson                            | Vote des 1re et 2e soirées (50%) | Vote de la 4e soirée (50%) | Vote de la 4e soirée (50%) | Vote de la 4e soirée (50%) | Moyenne | Place |
| Ordre | Artiste                            | Chanson                            | Vote des 1re et 2e soirées (50%) | Jury démoscopique (30%)    | Jury expert (30%)          | Télévote (40%)             | Moyenne | Place |
| ----- | ---------------------------------- | ---------------------------------- | -------------------------------- | -------------------------- | -------------------------- | -------------------------- | ------- | ----- |
| 1     | Annalisa                           | Una finestra tra le stelle         | 6,51%                            | 7,63%                      | 6,88%                      | 7,01%                      | 6,83%   | 4     |
| 2     | Nesli                              | Buona fortuna amore                | 4,70%                            | 2,90%                      | 3,13%                      | 3,59%                      | 3,97%   | 11    |
| 3     | Irene Grandi                       | Un vento senza nome                | 4,96%                            | 5,57%                      | 4,38%                      | 1,54%                      | 4,28%   | 10    |
| 4     | Nek                                | Fatti avanti amore                 | 8,38%                            | 9,33%                      | 11,25%                     | 8,02%                      | 8,88%   | 2     |
| 5     | Bianca Atzei                       | Il solo al mondo                   | 3,41%                            | 3,37%                      | 0,00%                      | 3,39%                      | 2,89%   | 16    |
| 6     | Biggio et Mandelli                 | Vita d'inferno                     | 2,80%                            | 2,68%                      | 4,38%                      | 1,80%                      | 2,82%   | 18    |
| 7     | Moreno                             | Oggi ti parlo così                 | 3,25%                            | 2,85%                      | 3,12%                      | 3,43%                      | 3,21%   | 14    |
| 8     | Lara Fabian                        | Voce                               | 1,50%                            | 3,38%                      | 0,62%                      | 1,61%                      | 1,67%   | 20    |
| 9     | Grazia Di Michele et Mauro Coruzzi | Io sono una finestra               | 3,89%                            | 3,77%                      | 5,00%                      | 2,84%                      | 3,83%   | 12    |
| 10    | Lorenzo Fragola                    | Siamo uguali                       | 6,36%                            | 4,38%                      | 1,88%                      | 5,21%                      | 5,16%   | 7     |
| 11    | Il Volo                            | Grande amore                       | 14,45%                           | 11,33%                     | 6,25%                      | 33,39%                     | 16,54%  | 1     |
| 12    | Anna Tatangelo                     | Libera                             | 2,67%                            | 3,38%                      | 1,88%                      | 3,16%                      | 2,76%   | 19    |
| 13    | Gianluca Grignani                  | Sogni infranti                     | 2,40%                            | 2,80%                      | 6,25%                      | 2,74%                      | 3,11%   | 15    |
| 14    | Malika Ayane                       | Adesso e qui (nostalgico presente) | 5,40%                            | 7,57%                      | 18,12%                     | 1,45%                      | 6,84%   | 3     |
| 15    | Dear Jack                          | Il mondo esplode tranne noi        | 6,17%                            | 2,93%                      | 0,63%                      | 8,61%                      | 5,34%   | 6     |
| 16    | Marco Masini                       | Che giorno è                       | 7,19%                            | 5,15%                      | 4,38%                      | 4,54%                      | 5,93%   | 5     |
| 17    | Nina Zilli                         | Sola                               | 4,40%                            | 5,88%                      | 8,12%                      | 1,19%                      | 4,54%   | 9     |
| 18    | Alex Britti                        | Un attimo importante               | 3,35%                            | 4,62%                      | 5,62%                      | 1,14%                      | 3,44%   | 13    |
| 19    | Raf                                | Come una favola                    | 3,44%                            | 3,87%                      | 1,88%                      | 1,48%                      | 2,88%   | 17    |
| 20    | Chiara                             | Straordinario                      | 4,77%                            | 6,60%                      | 6,25%                      | 3,85%                      | 5,08%   | 8     |

#### Nuove Proposte
Lors de la quatrième soirée ont lieu la demi-finale puis la finale de la catégorie Nuove Proposte. 

##### Demi-finale
Les quatre artistes encore en lice s'affrontent à nouveau sous la forme de deux duels. Le résultat de chaque duel est déterminé par le vote d'un jury démoscopique pour 30%, le vote d'un jury d'experts pour 30% et le télévote pour 40%. Dans chaque duel, le vainqueur se qualifie pour la finale.
| Duel | Ordre            | Artiste         | Chanson              | Vote                    | Vote              | Vote           | Vote    | Place |
| Duel | Ordre            | Artiste         | Chanson              | Jury démoscopique (30%) | Jury expert (30%) | Télévote (40%) | Moyenne | Place |
| ---- | ---------------- | --------------- | -------------------- | ----------------------- | ----------------- | -------------- | ------- | ----- |
| I    | 1                | Amara           | Credo                | 43,85%                  | 25,00%            | 53,35%         | 42,00%  | 2     |
| I    | 2                | KuTso           | Elisa                | 46,65%                  | 75,00%            | 58,00%         | 56,15%  | 1     |
| II   | 3                | Enrico Nigiotti | Qualcosa da decidere | 46,00%                  | 62,50%            | 37,83%         | 47,68%  | 2     |
| 4    | Giovanni Caccamo | Ritornerò da te | 62,17%               | 37,50%                  | 52,32%            | 54,00%         | 1       |       |

##### Finale
Les deux derniers artistes encore en lice de la catégorie Nuove Proposte sont départagés lors d'un dernier tour de vote. Le système de vote est identique à celui utilisé lors de la demi-finale. Au terme du vote, Giovanni Caccamo est désigné vainqueur avec sa chanson Ritornerò da te.
| Ordre | Artiste          | Chanson         | Vote                    | Vote              | Vote           | Vote    | Place |
| Ordre | Artiste          | Chanson         | Jury démoscopique (30%) | Jury expert (30%) | Télévote (40%) | Moyenne | Place |
| ----- | ---------------- | --------------- | ----------------------- | ----------------- | -------------- | ------- | ----- |
| 1     | Giovanni Caccamo | Ritornerò da te | 65,80%                  | 75,00%            | 72,17%         | 72,11%  | 1     |
| 2     | KuTso            | Elisa           | 34,20%                  | 25,00%            | 27,83%         | 28,89%  | 2     |

### Cinquième soirée

#### Campioni— Finale
La finale de la catégorie Campioni est en deux temps. Dans un premier temps, les seize artistes en lice interprètent leur chanson, puis un vote a lieu. Similairement à la veille il est composé par le vote d'un jury démoscopique pour 30%, le vote d'un jury d'experts pour 30% et le télévote pour 40%. Au terme de ce premier vote, les trois artistes les mieux classés se qualifieront pour le deuxième tour de vote qui désignera le vainqueur.
| Ordre | Artiste                           | Chanson                            | Vote                    | Vote              | Vote           | Vote    | Place |
| Ordre | Artiste                           | Chanson                            | Jury démoscopique (30%) | Jury expert (30%) | Télévote (40%) | Moyenne | Place |
| ----- | --------------------------------- | ---------------------------------- | ----------------------- | ----------------- | -------------- | ------- | ----- |
| 1     | Marco Masini                      | Che giorno è                       | 6,00%                   | 3,75%             | 5,97%          | 5,31%   | 6     |
| 2     | Nina Zilli                        | Sola                               | 7,35%                   | 5,63%             | 1,86%          | 4,64%   | 9     |
| 3     | Chiara                            | Straordinario                      | 8,50%                   | 4,38%             | 6,23%          | 6,35%   | 5     |
| 4     | Dear Jack                         | Il mondo esplode tranne noi        | 3,00%                   | 0,00%             | 10,42%         | 5,07%   | 7     |
| 5     | Malika Ayane                      | Adesso e qui (nostalgico presente) | 9,43%                   | 26,25%            | 2,56%          | 11,73%  | 3     |
| 6     | Nek                               | Fatti avanti amore                 | 11,92%                  | 20,00%            | 9,61%          | 13,42%  | 2     |
| 7     | Il Volo                           | Grande amore                       | 13,38%                  | 8,75%             | 38,73%         | 22,13%  | 1     |
| 8     | Annalisa                          | Una finestra tra le stelle         | 8,65%                   | 4,38%             | 6,23%          | 6,40%   | 4     |
| 9     | Alex Britti                       | Un attimo importante               | 4,85%                   | 5,00%             | 1,14%          | 3,41%   | 11    |
| 10    | Irene Grandi                      | Un vento senza nome                | 6,07%                   | 2,50%             | 1,22%          | 3,06%   | 12    |
| 11    | Lorenzo Fragola                   | Siamo uguali                       | 4,83%                   | 2,50%             | 6,05%          | 4,62%   | 10    |
| 12    | Bianca Atzei                      | Il solo al mondo                   | 3,90%                   | 0,63%             | 2,26%          | 2,26%   | 14    |
| 13    | Moreno                            | Oggi ti parlo così                 | 2,60%                   | 1,88%             | 2,03%          | 2,15%   | 15    |
| 14    | Gianluca Grignani                 | Sogni infranti                     | 2,87%                   | 11,25%            | 1,63%          | 4,89%   | 8     |
| 15    | Grazia Di Michele e Mauro Coruzzi | Io sono una finestra               | 3,63%                   | 0,63%             | 1,52%          | 1,89%   | 16    |
| 16    | Nesli                             | Buona fortuna amore                | 3,02%                   | 2,50%             | 2,54%          | 2,67%   | 13    |

| Ordre | Artiste      | Chanson                            | Vote                    | Vote              | Vote           | Vote    | Place |
| Ordre | Artiste      | Chanson                            | Jury démoscopique (30%) | Jury expert (30%) | Télévote (40%) | Moyenne | Place |
| ----- | ------------ | ---------------------------------- | ----------------------- | ----------------- | -------------- | ------- | ----- |
| 1     | Il Volo      | Grande amore                       | 22,92%                  | 32,33%            | 56,19%         | 39,05%  | 1     |
| 2     | Nek          | Fatti avanti amore                 | 37,50%                  | 35,94%            | 33,38%         | 35,38%  | 2     |
| 3     | Malika Ayane | Adesso e qui (nostalgico presente) | 39,58%                  | 31,72%            | 10,44%         | 25,57%  | 3     |

Le Festival est remporté par le trio Il Volo et leur chanson Grande amore.

## Audiences
| Soirée | Date            | 1re partie      | 1re partie | 2de partie      | 2de partie | Moyenne         | Moyenne | Références |
| Soirée | Date            | Télespectateurs | PDM        | Télespectateurs | PDM        | Télespectateurs | PDM     | Références |
| ------ | --------------- | --------------- | ---------- | --------------- | ---------- | --------------- | ------- | ---------- |
| I      | 10 février 2015 | 13 210 000      | 49,00%     | 6 488 000       | 52,02%     | 9 849 000       | 50,51%  | [ 4 ]      |
| II     | 11 février 2015 | 11 013 000      | 40,64%     | 6 518 000       | 50,01%     | 8 766 000       | 41,70%  | [ 5 ]      |
| III    | 12 février 2015 | 12 359 000      | 47,87%     | 6 519 000       | 58,12%     | 9 439 000       | 49,51%  | [ 6 ]      |
| IV     | 13 février 2015 | 12 021 000      | 46,28%     | 6 253 000       | 53,50%     | 9 137 000       | 49,89%  | [ 7 ]      |
| Finale | 14 février 2015 | 12 763 000      | 50,77%     | 10 008 000      | 65,48%     | 11 386 000      | 54,21%  | [ 8 ]      |

## À l'Eurovision

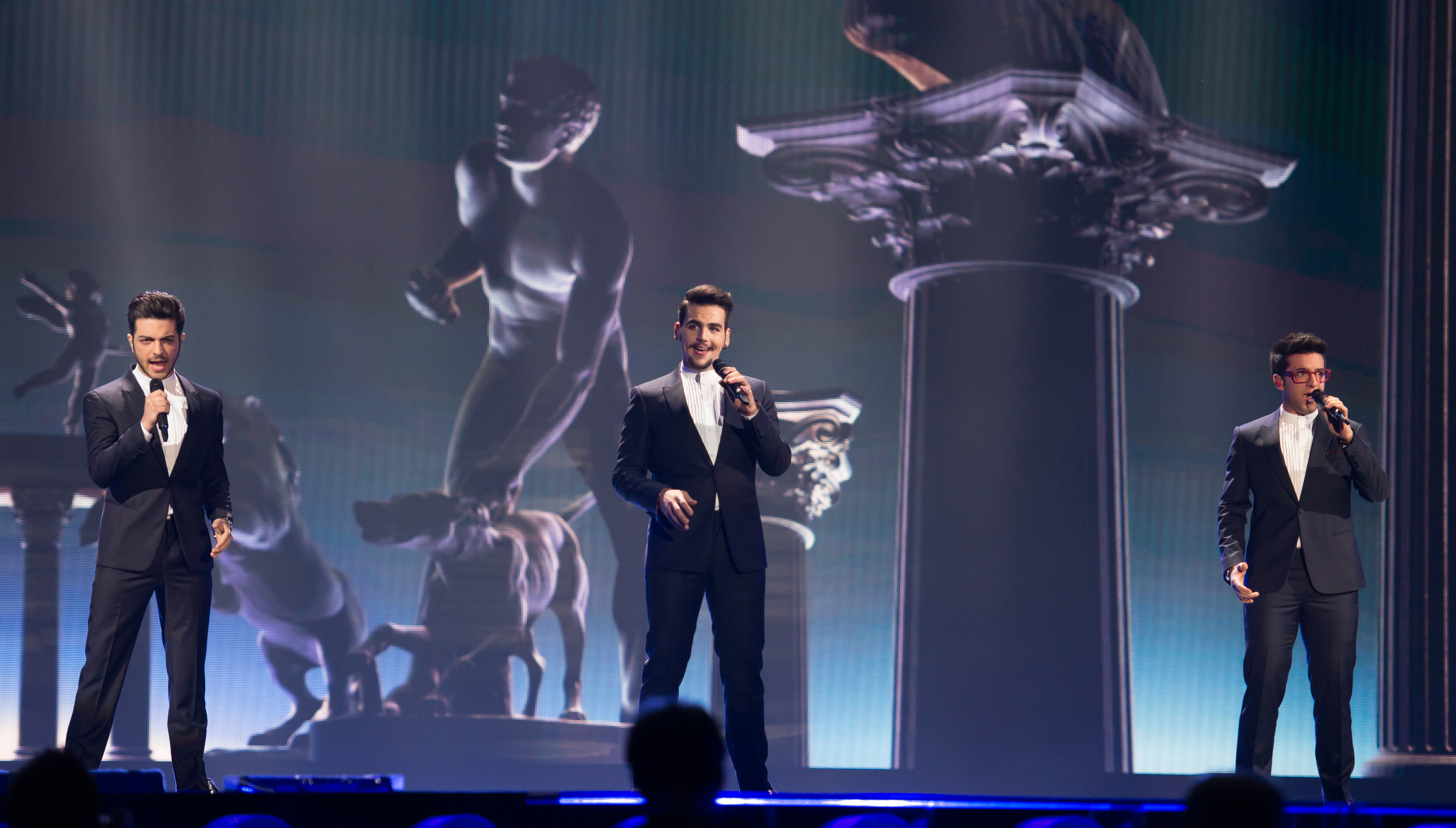
Il Volo sur scène lors de l'Eurovision 2015.

Après sa victoire, le trio Il Volo accepte de représenter l'Italie au Concours Eurovision de la chanson 2015. Ils confirment le 19 février 2015 qu'ils conserveront leur chanson Grande amore pour le Concours. L'Italie faisant partie du Big Five, le trio est automatiquement qualifié pour la finale. Il y termine en troisième position avec un total de 292 points.